# عبد الله الطايع
عبد الله الطايع (مواليد 8 أغسطس 1973 بمدينة سلا)، هو كاتب ومخرج مغربي. يكتب باللغة الفرنسية، ويُعدّ أول كاتب مغربي يعلن عن مثليته الجنسية في سيرته الذاتية. وقد أثارت كتاباته حول الموضوع ردود فعل متنوعة بين مؤيد ومعارض، خاصة وأنّ مسألة " المثلية الجنسية" في المغرب تشكل موضوعا لنقاش حاد جدا.

## حياته (من البؤس إلي عالم الشهرة)
ولد الطايع في أحد الأحياء الفقيرة في مدينة سلا، تلك المدينة التي يفصل بينها وبين مدينة الرباط نهر أبي رقراق. كان والده يعمل ساعياً في مكتبة الرباط الوطنية، وله ثمانية إخوة كانوا يعيشون جميعاً في منزل صغير في حي السلام الفقير بمدينة سلا.
وعاش الطايع في المغرب حياة بائسة شاقة منذ ولادته وإلى أن هاجر إلي فرنسا في 1998م. وخلال الفترة التي عاشها في المغرب، بدأ كتاباته الأولي، وكانت عن الأفلام التي يشاهدها في قاعات السينما (خاصة الأفلام المصرية)، وتمني وقتها أن يصبح كاتب سيناريو ومخرجاً، ولكن حياته المعدمة حالت دون ذلك فاتجه إلي كتابة النصوص الأدبية، وأسس مع أصدقائه في المغرب حلقة أدبية لقراءة النصوص ومناقشتها.
هاجر الطايع إلي فرنسا في عام 1998. وكان عمره وقتها حوالي (25) عامًا، وبدأت حياته تتغيّر، حيث أكمل دراسته الجامعية في الأدب الفرنسي، وتواصل مع عدد كبير من دور النشر هناك، إلى أن أعجب أحد الناشرين بنصوصه وطلب منه كتابة ثلاث قصص ليتم نشرها في شكل كتاب، وتوالت هناك أعماله الأدبية والروائية، والتي تم تُرجِمتْ إلى العديد من اللغات الأخري مثل الإنجليزية والأسبانية والألمانية، وقد حصل من خلالها علي العديد من الجوائز، كما أنه حقق حلمه في أن يكون مخرجاً سينمائياً، حيث أخرج أول عمل سينمائي له سنة 2014م. تحت عنوان "جيش الإنقاذ"، وقد استوحاه من روايته التي تحمل نفس العنوان.

## أعماله[6]
- حمرة الطربوش (2004).
- جيش الإنقاذ(أو جيش الخلاص) (2006).[7]
- المغرب بين 1600و1990 ألفه بمعية فريديريك ميترن وزير الثقافة الفرنسي (2007).
- الكآبة العربية (2008).
- رسائل إلى شاب مغربي (2009).
- يوم الملك (2010).
- غير مخلصين (2012)

## الجوائز والتكريمات
حصل الطايع علي العديد من الجوائز الأدبية العالمية ، فقد نال جائزة مهرجان ديربان السينمائي الدولي عن فيلمه السينمائي "جيش الإنقاذ"، كما تم اختيار فيلمه "الرأس الأسود" ضمن أفضل (23) مشروع فيلم بمهرجان مراكش 2022م ، ونال الطايع أيضاً جائزة فلور الأدبية الفرنسية لعام 2010م وذلك عن روايته "يوم الملك"، وهذه الجائزة تمنح للمواهب الواعدة.
في 2009 قام وزير الثقافة الفرنسي فريدريك ميتيران بتعيين الطايع عضواً في لجنة دعم المشاريع التابعة للمركز الوطني الفرنسي للسينما والصورة.

## روابط خارجية
- عبد الله الطايع على موقع IMDb (الإنجليزية)
- عبد الله الطايع على موقع ألو سيني (الفرنسية)
- عبد الله الطايع على موقع ميوزك برينز (الإنجليزية)
- عبد الله الطايع على موقع أول موفي (الإنجليزية)
- عبد الله الطايع على موقع قاعدة بيانات الفيلم (الإنجليزية)
- عبد الله الطايع على موقع كينوبويسك (الروسية)